# Барсијонет
Барсијонет (фр. Barcillonnette) насеље је и општина у југоисточној Француској у региону Прованса-Алпи-Азурна обала, у департману Горњи Алпи која припада префектури Гап.
По подацима из 2011. године у општини је живело 142 становника, а густина насељености је износила 7,28 становника/km². Општина се простире на површини од 19,51 km². Налази се на средњој надморској висини од 830 метара (максималној 1.560 m, а минималној 691 m).

## Демографија
| 1962. | 1968. | 1975. | 1982. | 1990. | 1999. | 2011. |
| ----- | ----- | ----- | ----- | ----- | ----- | ----- |
| 75    | 88    | 88    | 83    | 102   | 104   | 142   |

График промене броја становника у току последњих година